# みはらし台
みはらし台（みはらしだい）は、愛知県岡崎市の町名。現行行政地名はみはらし台1丁目から2丁目。

## 地理
岡崎市南部に位置し、東は蓑川町、西は美合町、南は竜泉寺町、北は蓑川新町に接する。

## 世帯数と人口
2022年（令和4年）6月1日現在の世帯数と人口は以下の通りである。
| 町丁       | 世帯数  | 人口  |
| ---------- | ------- | ----- |
| みはらし台 | 148世帯 | 525人 |

## 学区
市立小・中学校に通う場合、学区は以下の通りとなる。また、公立高等学校に通う場合の学区は以下の通りとなる。
| 番・番地等 | 小学校             | 中学校             | 高等学校普通科 |
| ---------- | ------------------ | ------------------ | -------------- |
| 全域       | 岡崎市立緑丘小学校 | 岡崎市立竜南中学校 | 三河学区       |

## 歴史

### 沿革
- 2021年（令和3年）8月21日 - 蓑川町（字清水田の全域および字荒古・川田・迎畑の各一部）の一部よりみはらし台1丁目が、蓑川町（字井ノ口・川田・迎畑の各一部）・美合町（字三ノ久保の一部）・竜泉寺町（字西山畑の一部）の各一部よりみはらし台2丁目が成立[1][7]。

## 施設

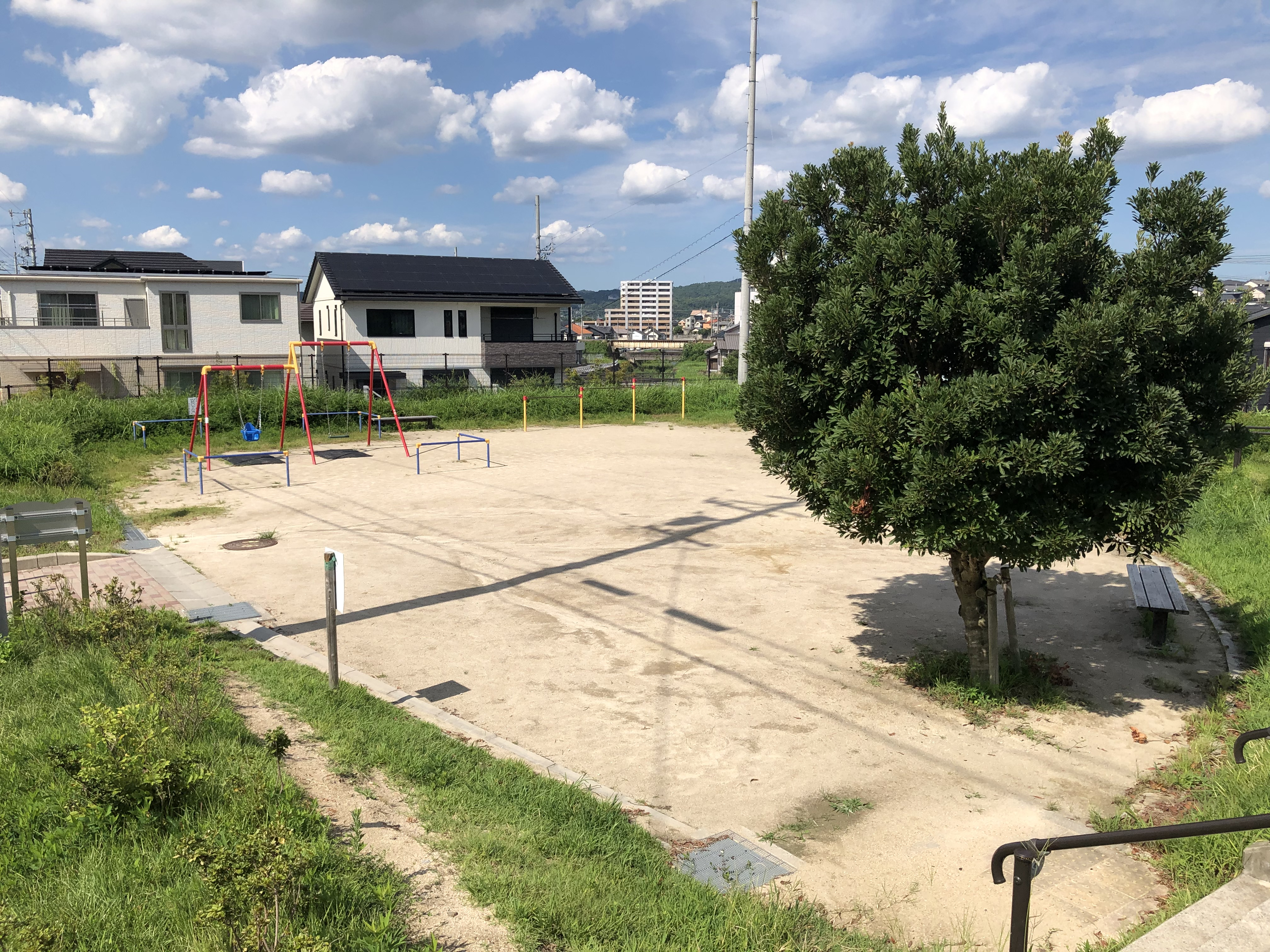
みはらし公園

- みはらし公園

## その他

### 日本郵便
- 郵便番号 : 444-3528[2]（集配局：岡崎郵便局[8]）。